# Tacabamba (distrito)
Tacabamba é um distrito do Peru, departamento de Cajamarca, localizada na província de Chota.

## Transporte
O distrito de Tacabamba não é servido pelo sistema de estradas terrestres do Peru.